# Київський Єган
Київський Єган або Київський Йоган (рос. Киевский Ёган, Киевский Еган) — річка у Росії, права притока Обі, тече на північному заході Томської області.
Київський Єган бере початок на висоті 98 м на півночі Томської області на північно-східному краї Александровського району, поблизу від кордону з Ханти-Мансійським автономним округом. Від витоку тече на схід, але невдовзі повертає на південний захід і утримує цей напрямок до злиття з Об’ю. Тече по заболоченій тайговій місцевості на сході Західно-Сибірської низовини; русло надзвичайно звивисте. Річка впадає в обську протоку Київська неподалік від села Новонікольське на висоті 42 м. У гирлі має 25 м завширшки і глибину понад 1 м.
Річка має рівнинний характер на всьому протязі. Живлення снігове і дощове. В низов’ях багато озер.
Притоки: Потингйоган, Велика, Окуневка, Видровка — зліва, Вар’ях, Корчек, Чебача — справа.
Річка несудноплавна. Населених пунктів на річці немає. Річковий басейн лежить повністю в межах Александровського району Томської області, в його східній частині.